# 巴隆 (阿登省)
巴隆（法語：Baâlons，法語發音：[balɔ̃]）是法国大東部大區阿登省的一个市镇，属于沙勒维尔-梅济耶尔区。

## 地理
巴隆（49°35'39"N, 4°40'13"E）面积14.72 平方千米，位于法国大東部大區阿登省，该省份为法国北部内陆省份，西接埃纳省，南至马恩省，东临默兹省，北与比利时接壤。
与巴隆接壤的市镇（或旧市镇、城区）包括：布韦勒蒙、沙尼、拉奥尔涅、马泽尔尼、奥蒙、圣卢-泰里耶、普瓦-泰龙。

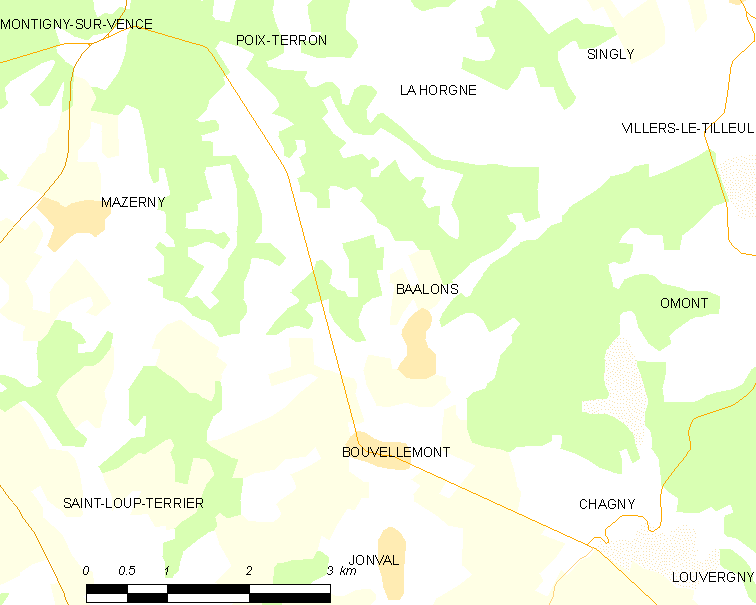
的OSM定位图

巴隆的时区为UTC+01:00、UTC+02:00（夏令时）。

## 行政
巴隆的邮政编码为08430，INSEE市镇编码为08041。

## 政治
巴隆所属的省级选区为默兹河畔努维永县。

## 人口

1962-2008年间人口变化图示

巴隆于2022年1月1日时的人口数量为208人。